# بادا (خواننده)
چوی سونگ هی (کره‌ای: 최성희؛ زادهٔ ۲۸ فوریه ۱۹۸۰) که به‌طور حرفه‌ای با نام بادا (Bada) شناخته می‌شود، خواننده-ترانه‌سرا، آهنگساز، بازیگر موزیکال و مجری تلویزیونی اهل کره جنوبی است. او در سال ۱۹۹۷ به عنوان عضوی از گروه دخترانه اس.ئی.اس. فعالیت خود را آغاز کرد. پس از منحل شدن گروه در سال ۲۰۰۲، او فعالیت انفرادی را با انتشار نخستین آلبوم استودیویی خود به نام A Day of Renew در اکتبر ۲۰۰۳ آغاز کرد. بادا در کنار فعالیت‌های خوانندگی، به عنوان بازیگر موزیکال نیز فعالیت می‌کند.

## زندگی شخصی

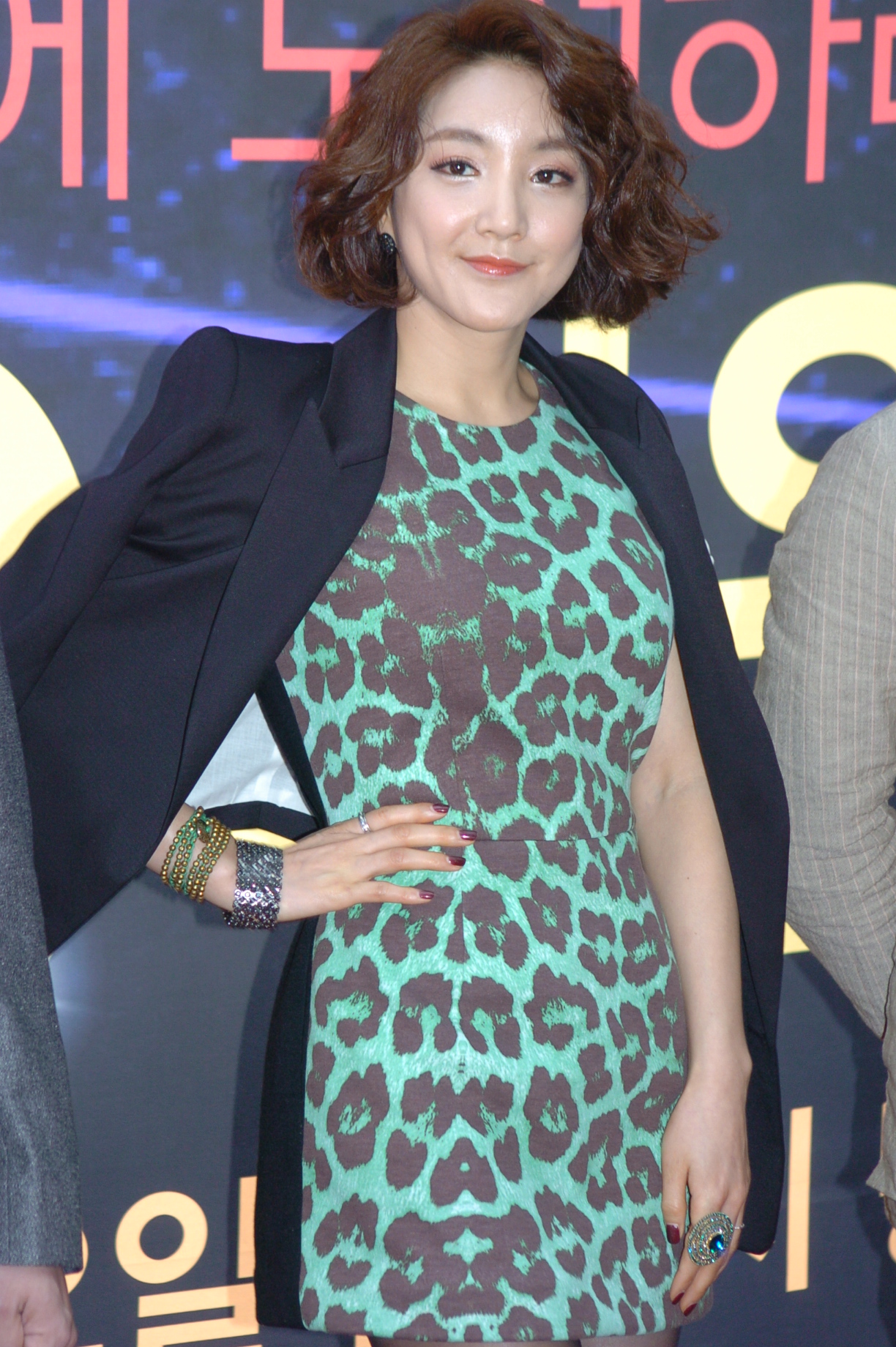
چوی سونگ هی

در ۱۳ ژانویه ۲۰۱۷، آژانس بادا تأیید کرد که او با یک صاحب فرنچایز رستوران که نه سال از او کوچکتر است، ازدواج خواهد کرد. مراسم عروسی در ۲۳ مارس ۲۰۱۷ در سئول برگزار شد. در ۳۰ اوت ۲۰۲۰، بادا با انتشار نامه‌ای در فن کافه‌اش اعلام کرد که باردار است. در ۷ سپتامبر ۲۰۲۰، نخستین فرزندش که دختر بود، به دنیا آمد.